# Otto III de Poméranie
 Otto III de Poméranie  (29 mai 1444 - 10 octobre 1464) duc de Poméranie-Szczecin de 1451 à 1464.

## Biographie
Otto III est le fils du duc Joachim le Jeune et de son épouse Élisabeth de Brandebourg, fille du margrave Jean IV de Brandebourg-Kulmbach et de son épouse Barbara de Saxe-Wittenberg. 
Otto III devient duc à l'âge de sept ans le 29 septembre 1451 après la mort de son père lors d'une épidémie de peste. La régence est assurée par l'électeur de Brandebourg Frédéric II de Brandebourg, oncle de sa mère qui se remarie en mars 1454 avec Warcisław le fils cadet de Warcisław IX de Poméranie duc de Wolgast.  
Otto III est élevé à la cour de Brandebourg qu'il quitte en 1461 pour prendre le gouvernement de son duché. Il meurt à l'âge de 20 ans le 10 octobre 1464 de la peste qui sévissait de manière endémique en Poméranie. Frédéric II de Brandebourg revendique immédiatement sa succession en s'appuyant sur une convention passée en 1338 entre le margrave Louis Ier de Brandebourg et le duc Barnim III de Poméranie. Son ex beau-père le duc de Wolgast Warcisław X de Poméranie et son frère Éric II de Poméranie s'y opposent et un conflit s'engage qui ne se termine qu'en 1474 grâce à l'entremise des ducs de Mecklembourg. Le duc Éric II de Poméranie conserve Szczecin mais les électeurs de Brandebourg obtiennent le droit de porter le titre de « Duc de Poméranie » et l'expectative d'une succession éventuelle sur le duché à l'exctinction de la lignée de Wolgast.